# Alena V. Ledeneva
Alena V. Ledeneva (russisk: Алёна Валерьевна Леденёва; 1964) er professor i politik og samfund ved School of Slavonic and East European Studies (SSEES), University College London (UCL). Hun er kendt for sine studier af blat, korruption og uformelle praksisser i Rusland.

## Karriere
Ledeneva studerede økonomi på Novosibirsk State University (1986) og social og politisk teori på University of Cambridge (Newnham College, M.Phil.1992; Ph.D.1996). Hun var postdoktoral forsker ved New Hall College, Cambridge (1996-1999); seniorforsker ved Davis Center, Harvard University (2005); Simon Professor ved University of Manchester (2006), Besøgende Professor ved Sciences Po, Paris (2010) og Besøgende Professor ved Institute for Advanced Studies, Paris (2013-2014). Hun er medlem af Valdai Discussion Club. Ledeneva leder i øjeblikket UCL-delen af det omfattende forskningsprojekt finansieret af Europa-Kommissionens Seventh Framework Program ved navn Anticorruption Policies Revisited: Global Trends and European Responses to the Challenge of Corruption (ANTICORRP).

## Forskning
Ledenevas 'opdagelse' af uformelle praksisser startede med en undersøgelse af blat, hvilket er brugen af personlige netværk for at få ting gjort i Rusland (Ledeneva 1998). Dette har hjulpet til at løse et tosidet mysterie i autoritære regimers historie: hvordan folk overlever i en mangeløkonomi, og hvordan et regime overlever under lignende begrænsninger. Men det åbnede også op for et nyt perspektiv i undersøgelsen af politiske og økonomiske regimers natur, et perspektiv kendt som uformelle praksisser. Uformelle praksisser er blevet en vigtig indikator i vurderingen af modeller for regeringsførelse.
I bogen How Russia Really Works (2006) har hun identificeret de uformelle praksisser, som har erstattet blat som funktion i de politiske og økonomiske institutioner fra 1990erne. Bogen er blevet oversat til kinesisk og koreansk.
Med udgangspunkt i argumentet, at sådanne praksisser udgør vigtige indikatorer i vurderingen af modeller for regeringsførelse, fokuserer det tredje bind, Can Russia Modernise: Putin's System, Power Networks and Informal Governance (2013), på klientelnetværkers rolle i uformel regeringsførelse - hvilket er en tiltagende international bekymring - samt på de krav netværks-baserede systemer for regeringsførelse påfører politisk lederskab.
Disse monografier (Cambridge 1998, Cornell 2006, Cambridge 2013) udgør en trilogi om Rusland, som udforsker, hvordan uformelle netværker i sovjetiske tider (græsrodsnetværker), under den post-sovjetiske overgang i 1990erne (professionelle netværker) og i nutidens Rusland (magt-netværker) fungerer.
De tværfaglige undersøgelser af informalitet har været relevant i forskning inden for social kapital, forbrug, arbejdsmarkeder, iværksætteri, tillid, mobilitet og migration, mangel, overlevelsesstrategier, alternative valutaer, skyggeøkonomi, omfordeling og pengeoverførsler og demokrati (påviseligt i citationsindekset). Alle disse udviklinger illustrerer bestræbelser på at integrere de sociale dimensioner i undersøgelser af politik og økonomi, hvilket også har politiske konsekvenser.
I 2018 offentliggjorde hun Global Encyclopaedia of Informality (UCL Press, 2018), et ambitiøst projekt i to bind, der indeholder tekster om informalitet fra over 200 bidragsydere. Begge bind kan downloades gratis.

## Kunst
Den første soloudstilling – »The System Made Me Do It« – fandt sted i 2024. 

## Udvalgte publikationer
- Russia’s Economy of Favours (Cambridge University Press, 1998)
- How Russia Really Works (Cornell University Press, 2006)
- Can Russia Modernise? Sistema, Power Networks and Informal Governance (Cambridge University Press, 2013)
- The Global Encyclopaedia of Informality, Volume 1 (Open access) (UCL Press, 2018)
- The Global Encyclopaedia of Informality, Volume 2 (Open access) (UCL Press, 2018)
- The Global Encyclopaedia of Informality, Volume 3 (Open access) (UCL Press, 2024)